# Clarias nigromarmoratus
Clarias nigromarmoratus är en fiskart som beskrevs av Poll, 1967. Clarias nigromarmoratus ingår i släktet Clarias och familjen Clariidae. IUCN kategoriserar arten globalt som livskraftig. Inga underarter finns listade i Catalogue of Life.